# Classificatori della lingua coreana
I classificatori della lingua coreana sono tra gli elementi fondamentali della grammatica coreana, con cui si esprime una quantità.

## Generalità sui classificatori
I classificatori sono usati anche in lingua cinese e lingua giapponese. Per indicare “N oggetti/persone” in coreano (come anche nelle altre lingue menzionate in precedenza) una sillaba apposita che è più o meno flessibile in base all'oggetto contato (e.g. alcune sono generiche, mentre altre sono per esempio pensate apposta per oggetti lunghi e stretti o per un oggetto specifico). In altre parole, si usa una struttura simile a quella dei nomi non contabili nelle varie lingue, e.g. latte > due buste di latte. Semplicemente, questa struttura si estende a tutti i nomi o quasi, e.g. due persone > "due quantità/unità di persone".
Riguardo al caso specifico del coreano, prima si mette l’oggetto/nome comune di persona e successivamente il classificatore+numero, e.g. “tre studenti” > “tre quantità/unità di studenti” > studenti –class.- tre. La seconda versione, che però è perlopiù colloquiale, è “nome +numero”: si toglie cioè il classificatore (con i nomi comuni di persona, si può togliere in qualunque occasione). Il terzo pattern è “numero +nome”, era già usato durante il Coreano Medio (Middle Korean) e oggi è raro. Il quarto è identico al terzo ma in mezzo si inserisce il classificatore e la particella di possesso eui. Si usa nella comunicazione scritta formale ed è il pattern più simile al cinese moderno. Attenzione a non dimenticarsi le particelle. I classificatori sono necessari per quantificare i nomi non contabili, e.g. latte > tre bottiglie/casse/litri/tipi di latte. Per chiedere “quanto/a-quanti/e?” al sostituto interrogativo 몇 si fa seguire il classificatore. Per chiedere la data con il classificatore 일, la risillabazione si mette per iscritto: 며칠. Nei mesi “giugno, ottobre”, lo stop senza rilascio udibile di suono salta in pronuncia e ortografia: 유월, 시월.

### Classificatori in coreano
Nella tabella sottostante, tutti i classificatori sino-coreani del TOPIK (2006) sono indicati insieme all'hanja e a una spiegazione che dà delle indicazioni generiche sulla modalità d'uso. Con alcuni classificatori, si usano necessariamente i numeri coreani o sino-coreani. In alcuni classificatori in fondo, la differenza non è indicata.
| Classificatore (sino-coreano) | Hanja      | Oggetto/i a cui si riferisce | Tipo di numerale      |
| ----------------------------- | ---------- | --- | --------------------- |
| 개                            | 個, 箇     | È il classificatore più generico; in cinese moderno è molto diffuso (semplificato, è 个). Per esempio, conta il numero di caramelle, frutti, biscotti, palloni, pietre, zaini, penne e coltelli (può sostituire il classificatore coreano 자루, usato di solito con le ultime tre parole). Non sostituisce mai classificatori usatissimi in coreano e non indica mai le persone: per loro si usa 명, che peraltro è uno di quelli più usati (e dunque non sostituibile). | Coreano               |
| 개국                          | 個國       | Numero di Paesi (e.g. tre Paesi) (in cinese si usa 个) | Coreano               |
| 개소                          | 個所       | Numero di posti/luoghi (e.g. due posti, almeno tre posti, circa quattro posti, alcuni posti) (in cinese si usa 个) | Coreano               |
| 건                            | 件         | Numero di faccende/affari, incidenti, documenti, casi (in cinese in più indica il numero di vestiti/abiti) | Coreano               |
| 과                            | 課         | Numero di lezioni totali (numerali coreani); numero della lezione (e.g. "lezione 12") (numeri sino-coreani) | Coreano; sino-coreano |
| 권                            | 券         | Numero di libri (o rotoli, se sono libri arcaici) (in cinese si usa 本) | Coreano               |
| 대                            | 臺         | Numero di automobili, aeroplani, macchinari vari, strumenti musicali (e.g. pianoforti 피아노)... | Coreano               |
| 동                            | 棟         | Numero di edifici (in cinese si può usare pure 个 e, se ci si riferisce nello specifico a una scuola o un ospedale, 所; altre volte, al posto di 个 si può trovare 座) | Coreano               |
| 매                            | 枚         | Numero di pagine/fogli (anche manoscritti) e foto (anche per la carta d'identità ecc.) (in cinese indica il numero di medaglie) | Coreano               |
| 명                            | 名         | Numero di persone (in cinese, si limita a indicare gli studenti in una parlata abbastanza formale) | Coreano               |
| 방:                           | 放         | Numero di spari di pistola o cannone; numero di volte che si colpisce qualcuno o qualcosa con un pugno o una mazza; numero di volte che si scatta una fotografia; numero di volte che si emette un peto (放 in cinese significa "lasciare, rilasciare") | Coreano               |
| 배                            | 杯         | Numero di bicchieri/drink (contenenti una bevanda solitamente alcolica) (in cinese, non c'è distinzione) | Coreano               |
| 번                            | 番         | Indica la frequenza o sequenza di un'azione ("sequence/frequency of a task"): "(ri)fare qualcosa <N> volte", "la prima/seconda cosa da fare", "il primo/secondo posto in cui ci si reca" ecc. | Coreano               |
| 번째                          | 番째       | È la versione bisillabica di 番. | Coreano               |
| 수                            | 手         | Indica la frequenza della presa del turno a Go e Janggi | Coreano               |
| 수                            | 首         | Numero di poesie o canzoni; numero di animali (e.g. polli, anatre, uccelli, pesci come le carpe, scarafaggi...) (in cinese, non si usa pure con animali) | Coreano               |
| 시                            | 時         | Indica l'ora (e.g. le sei dei pomeriggio) | Coreano               |
| 시간                          | 時間       | Numero di ore (e.g. sei ore) (in cinese si usa 个) | Coreano               |
| 장                            | 張         | Numero di fogli, lastre di vetro, assi di legno e altri oggetti piatti (come tovaglie e calendari da muro) | Coreano               |
| 정                            | 錠         | Numero di pillole medicinali | Coreano               |
| 척                            | 隻         | Numero di navi, anche da guerra (in cinese si semplifica come 只 e indica pure i cani) | Coreano               |
| 통                            | 通         | Numero di documenti e certificati, lettere e telefonate (fatte e ricevute) | Coreano               |
| 편                            | 篇         | Numero di libri e generi scritti (e.g. romanzi, articoli, saggi, editoriali...), film, opere teatrali (anche musical); parti di libro (e.g. cinque storie in un libro) e parti di un capitolo (e.g. capitolo 5, parte 3) | Coreano               |
| 필                            | 匹         | Numero di cavalli e altri capi di bestiame (e.g. mucche) | Coreano               |
| 필지                          | 筆地       | Numero di risaie e campi e terre/lotti di terra (e.g. su cui coltivare o edificare) | Coreano               |
| 발                            | 發         | Numero di proiettili, frecce e granate | Coreano               |
| 구                            | 具         | Numero di cadaveri (assassinati, morti in incidenti e pandemie...) | Coreano               |
| 개년                          | 個年       | Numero di anni | Sino-coreano          |
| 개월                          | 個月       | Indica un totale di mesi (e.g. due mesi) | Sino-coreano          |
| 교:                           | 校         | Numero di revisioni di un'opera (cioè le volte in cui si legge per correggerla ecc.) | Sino-coreano          |
| 년                            | 年         | Indica l'anno (e.g. 2020年) | Sino-coreano          |
| 교:시                         | 校時       | Numero di periodi scolastici/didattici | Sino-coreano          |
| 분                            | 分         | Indica la decina di minuti (e.g. due o tre bun= 20 o 30 minuti; 6 bun= 60 minuti/un'ora; 9 bun= un'ora e mezza) (in cinese indica semplicemente il numero di minuti, e.g. 2分= 2 minuti) | Sino-coreano          |
| 석                            | 席         | Numero di posti a sedere | Sino-coreano          |
| 선:                           | 選         | Numero di mandati (da persona che ha incarichi ufficiali e/o governativi) | Sino-coreano          |
| 승                            | 勝         | Numero di vittorie in giochi/competizioni/gare sportive | Sino-coreano          |
| 실                            | 室         | Numero di stanze (anche negli hotel) | Sino-coreano          |
| 원                            | 圓         | Indica i won, la valuta coreana, il cui simbolo ampiamente usato è ₩, vagamente simile a € (euro) e ¥ (yuan) (in cinese, indica gli oggetti rotondi, come le uova) | Sino-coreano          |
| 월                            | 月         | Indica il mese (e.g. 一月 gennaio, 二月 febbraio) | Sino-coreano          |
| 위                            | 位         | Indica il ranking/posto (in cinese, è la versione cortese di 个 per indicare una o più persone) | Sino-coreano          |
| 일                            | 日         | Indica il numero del mese, cioè il giorno (e.g. 二日 il giorno 2) | Sino-coreano          |
| 조                            | 條         | Indica l'articolo in una legge, codice o Costituzione (in più, in cinese si usa per il numero di pesci) | Sino-coreano          |
| 주기                          | 周忌, 週忌 | Numeri di anniversari (dalla morte di qualcuno) | Sino-coreano          |
| 주일                          | 週日       | Numero di settimane | Sino-coreano          |
| 집                            | 輯         | Numero di pubblicazione di una rivista/magazine; numero di album musicali | Sino-coreano          |
| 초                            | 秒         | Numero di secondi | Sino-coreano          |
| 촌                            | 寸         | Numero di pollici; numero di gradi (in parentela) | Sino-coreano          |
| 학년                          | 學年       | Indica l'anno scolastico (e.g. "anno 1, anno 2"), senza che serva il numero ordinale (in cinese si indica con 年级 e anche in cinese non prende il prefisso dei numeri ordinali, 第) | Sino-coreano          |
| 호:                           | 戶 (户)    | Numero di case (in cinese si usa 个) | Sino-coreano          |
| 회                            | 回         | Numero di volte (anche in cinese, ma è colloquiale); numero di edizioni (di festival, seminari ecc.) (in cinese si usa 届, che indica pure le sessioni) | Sino-coreano          |
| 촉                            | 燭         | Indica la luminosità in candele | Sino-coreano          |
| 차                            | 次         | Indica il numero ordinale in una serie; ha pure altri utilizzi | -                     |
| 차                            | 車         | Numero di carretti di... (contenenti oggetti ma pure persone) | -                     |
| 부                            | 部         | Numero di giornali e riviste, libri e documenti (in cinese si usa per il numero di film) | -                     |
| 량                            | 輛         | Numero di carrozze/compartimenti in una metropolitana o treno (aventi passeggeri o ristoranti, motori ecc.) (in cinese si usa per il numero di veicoli, come le automobili e camion) | -                     |
| 봉                            | 封         | Numero di scatolette/bustine/pacchetti (di cartone o plastica) di qualcosa (e.g. dolci, medicine) e buste contenenti lettere | -                     |
| 필                            | 疋         | Numero di rotoli di tessuto | -                     |
| 호:                           | 號         | Indica la sequenza di pubblicazione di riviste | -                     |
| 조                            | 組         | Indica i gruppi organizzati di persone | -                     |
| 세:                           | 歲         | Conta gli anni d'età | -                     |
| 리                            | 里         | Indica la distanza in "li", un'unità tradizionale cinese | -                     |
| 등:                           | 等         | Indica il livello/grado/ranking | -                     |
| 곡                            | 曲         | Numero di canzoni o pezzi/composizioni musicali (è sia nome che classificatore) | -                     |
| 병                            | 甁 (瓶)    | Numero di bottiglie (e.g. di acqua, soda 飮料水 음:료수, birra, cola, soju...) | -                     |
| 잔                            | 盞         | Numero di bicchieri/calici/tazze/tazzine di... (bevande alcoliche e analcoliche, e.g. soju, vino, latte, tè, cola...) | -                     |
| 층                            | 層         | Indica il piano di un edificio (e.g. "piano 1, piano 2..."), senza che serva il numero ordinale | -                     |
| 통                            | 桶         | Numero di secchi/barili o scatolette/pacchi di cartone/secchielli per alimenti di... (acqua, liquore, cibo in scatola, pop-corn, gelato...) | -                     |
| 족                            | 足         | Numero di paia di calze (inclusi i beoseon, i calzini tradizionali coreani); numero di hanbok 한:복 韓服 (i vestiti tradizionali coreani, che nel caso dei maschi erano spesso abbinati a un cappello molto celebre nella Corea dei Joseon, il gat 갓 冠 o heungnip 흑립 黑笠. L'hanbok si può immaginare alla lontana come la controparte del kimono giapponese in Corea)                                                                                               | -                     |
| 타                            | 打         | Numero di dozzine (in cinese colloquiale, "da2" è pure usato, anche se considerato dialettale) | -                     |

Svariati classificatori e quasi-classificatori presenti nel cinese moderno non sono usati come classificatori in coreano. Tra essi si contano 冊, 口, 場, 本, 家, 根, 届 (arcaico 屆), 幅, 碗, 粒, 頂, 架, 座, 把, 輪, 片, 頭, 束, 雙, 門, 筐, 笼, 篓. Come già indicato, l'uso dei classificatori può avere delle discrepanze tra cinese e coreano. In coreano poi ci sono classificatori nativi coreani. Quanto al numero utilizzato, non solo bisogna fare attenzione a che tipo di numerale un classificatore prende, ma anche alla necessità o meno di usare il numero ordinale quando in un'altra lingua (e.g. inglese e italiano) si usa il numero ordinale.
Alcuni classificatori appartengono al Konglish/sono prestiti inglesi e compaiono nei classificatori più diffusi nel TOPIK (2006):
| Classificatore (Konglish) | Origine              | Significato      | TOPIK? Extra? |
| ------------------------- | -------------------- | ---------------- | ------------- |
| 그램                      | gram                 | grammo           | L             |
| 달러                      | dollar               | dollaro          | L             |
| 리터                      | liter                | litro            | L             |
| 미터                      | meter                | metro            | L             |
| 밀리미터                  | millimeter           | millimetro       | L             |
| 센티미터                  | centimeter           | centimetro       | L             |
| 킬로(그램)                | kilo(gram)           | chilo(grammo)    | L             |
| 킬로미터                  | kilometer            | chilometro       | L             |
| 톤                        | ton                  | tonnellata       | L             |
| 퍼센트                    | percent              | percento, %      | L             |
| 킬로바이트                | kilobyte             | kilobyte, KB     | +             |
| 메가바이트                | megabyte             | megabyte, MB     | +             |
| 기가바이트                | gigabyte             | gigabyte, GB     | +             |
| 테라바이트                | terabyte             | terabyte, TB     | +             |
| 메가픽셀                  | megapixel            | megapixel        | +             |
| 마이크로미터              | micrometer           | micrometro       | +             |
| 나노미터                  | nanometer            | nanometro        | +             |
| 시간당 킬로미터           | kilomteters per hour | chilometri orari | +             |
| 밀리리터                  | milliliter           | millilitri       | +             |
| 유로                      | euro                 | euro             | +             |